# 伊格尔县 (科罗拉多州)
伊格爾县（英語：Eagle County）是美國科羅拉多州西北部的一個縣。面積4,382平方公里。根據美國2000年人口普查，人口41,659人。縣治伊格爾（Eagle）。
成立於1883年2月11日。縣名來自伊格尔河（科羅拉多河支流之一）。70號州際公路橫貫本縣。